# Trajekt
Trajekt ili feribot je naziv za putnički, odnosno teretni brod specijaliziran za redovni prijevoz putnika i robe na kraćim relacijama.
Veći trajekti su u pravilu sposobni prevoziti putnička vozila i kamione, a neki su sagrađeni tako da prevoze željezničke vagone.
Prvi trajekt u Hrvatskoj zvao se Bodulka. Od 1959. je plovio na liniji kopno-otok Krk, godine 1979. je umirovljen, a danas plovi pod imenom Rovinjka.

## Vanjske poveznice
- Trajekt Hrvatska tehnička enciklopedija, portal hrvatske tehničke baštine. LZMK